# Hugues Ier de Plancy
Hugues Ier de Plancy (né vers 1055 - † vers 1093) est seigneur de Plancy à la fin du XIe siècle. Il est le fils de Clarembaud Ier de Chappes et de Gillette de Plancy, ainsi que le frère de Gautier Ier de Chappes.

## Biographie
Il hérite de leur mère du titre de seigneur de Plancy alors que son frère aîné, Gautier de Chappes, hérite de leur père du titre de seigneur de Chappes.
Après 1093, il donne, avec sa femme Emmeline de Vendeuvre et sa sœur Hodierne, leur alleu et l'église de Saint-Parre à La Saulsotte à l'abbaye de Molesme,.

## Mariage et enfants
Il épouse Emmeline de Vendeuvre, fille de Thibaut de Vendeuvre dont il aurait eu un fils :
- Philippe Ier de Plancy, qui succède à son père.

## Sources
- Marie Henry d'Arbois de Jubainville, Histoire des Ducs et Comtes de Champagne, 1865.
- Jean-Noël Mathieu, Les premiers seigneurs de Plancy, 2008.
- Edouard de Saint-Phalle, Les comtes de Brienne, 2017.
- Foundation for Medieval Genealogy.